# Llum de la Selva
Isidre Nadal Baques, Llum de la Selva (Barcelona, 5 o 6 de enero de 1877 - La Galera, Tarragona, 23 de diciembre de 1983), fue un seguidor de la No violencia, naturista, ecologista, vegetariano y crudívoro catalán que, para ser consecuente con sus ideas, vivió como un eremita gran parte de su vida.

## Infancia y juventud
Sus orígenes familiares son una incógnita, pues no hay consenso total en cuanto a la fecha de su nacimiento, pero parece que fue la noche o quizás el Día de Reyes de 1877. Cuando Llum se refería a su nacimiento, decía que fue abandonado en una cesta, “como Moisés”, en un rincón del puerto de Barcelona. Unas monjas lo acogieron en un orfanato y lo denominaron Isidre Nadal, nombre que conservó hasta que adoptó el de “Llum de la Selva” (en castellano:Luz de la Selva), un nombre más de acuerdo con su vocación de guía y “faro” de los humanos.
A los catorce años huyó del orfanato y se puso a trabajar, y pronto se vio seducido por las corrientes anarcosindicalistas del momento. Se las ingenió para evitar el servicio militar cuando tocaba defender las últimas colonias españolas. Fue seguidor de Ferrer y Guardia. Sin embargo, con el tiempo, su inclinación por la naturaleza fue más fuerte que por el laicismo y la subversión popular. Su conocimiento de la naturaleza le valió para conseguir la confianza de algún potentado labrador, que lo puso de capataz. Parece que estuvo también al frente de una de las comunidades agrarias que proliferaban en aquella época. Fue toda su vida un autodidacta, no tuvo acceso a estudios formales, pero su tiempo libre lo dedicaba a la lectura, a menudo a la luz de una vela.
Se hizo vegetariano y viajó por España y Europa. Con tres amigos suyos fundó en 1925 la “Sociedad catalana de naturismo”, la primera sociedad naturista del estado español. Colaboró en la revista Pentalfa, pionera de los movimientos pacifista, ecologista y vegetariano españoles. Esta revista proclamaba en la portada: “No tiene tendencia política, social ni religiosa; combate los vicios del alcohol, tabaco, carnes, tóxicos, la prostitución y la pornografía.” Toda la vida conservó su espíritu libertario: él y sus amigos tuvieron que salir corriendo más de una vez perseguidos a tiros cuando tomaban el sol desnudos y nunca tuvo documentos de identidad. Se dice que llegó a mantener correspondencia con el propio Tolstoi.

## El Jardín de la Amistad
Con su compañera Carme compraron un huerto en Can Rull, entonces en las afueras de Sabadell, y lo denominaron el "Jardín de la Amistad". Allí pudo vivir unos 70 años casi sin dinero, y sin electricidad, comiendo sólo los frutos que producía el huerto, pero siempre crudos, para no emplear el fuego. 
Parece que en una ocasión vio a uno de sus visitantes que intentaba encender fuego en el suelo para cocer las verduras y comentó: "¡Pobrecillo, es vegetariano!". A menudo andaba descalzo para no hacer daño a las plantas, mientras la ciudad crecía a su alrededor. Actualmente, el lugar se ha conservado integrado en el Parque Cataluña. Desde este lugar vio pasar la Dictadura de Primo de Rivera, la Segunda República, la guerra, el Franquismo y la Transición sin apartarse nunca de sus convicciones. El "Jardín de la Amistad" congregaba a personas de todas las familias espirituales de cada época y a muchas personas que se acercaban para conocer las enseñanzas del abuelo.
Jordi Maluquer, que visitaba a menudo al abuelo, fue además el artífice del encuentro con otro gran pensador espiritual de aquellos tiempos: el italo-francés Lanza del Vasto, discípulo de Gandhi y fundador de la Comunidad del Arca. El contraste entre ambos patriarcas era quizás una de las claves de su complementariedad y amistad. El uno menudo y de voz limitada, el otro grande y de voz poderosa. El catalán no tenía un mensaje de transformación a gran escala, no hacía declaraciones elocuentes, tan sólo predicaba con el ejemplo; mientras que el francés tenía una clara vocación de masas. Lanza del Vasto visitó varias veces el "Jardín de la Amistad" y en sus visitas fue trabajando un bastón que, cuando lo hubo acabado, se lo entregó solemnemente a Llum.
El 1980 en una entrevista para la revista Interviú, declaró: "A mi no me interesa vivir muchos años; nunca me ha interesado. Lo que me ha interesado es el camino y que éste haya sido agradable, sin enfermedades, sin pesadillas, sin angustias.”
Y a la revista Integral de septiembre de 1982: “Dime lo que comes y te diré quien eres. El primer paso es una alimentación natural. Los alimentos naturales crudos limpian la savia de nuestra sangre y entonces recibimos el rocío bienhechor de la salud. Yo jamás cocino con fuego. La fruta es el elemento más elevado que Dios ha concedido a los hombres. Es la liberación del hombre de la cocina. Toda otra comida hace que el hombre caiga enfermo, no inmediatamente, pero sí al cabo de los años. Los hombres sólo piensan en estar fuertes, pero existe una alimentación superior que la llamó Natura. Ella hace que me alimente mucho más de los rayos del Sol que de la comida que como. Por eso, desde los 17 años he comido fruta sin fuego, y nunca he estado enfermo.”

## Los últimos años
Cuando murió su compañera Carme, unos amigos originarios de La Rioja, a quienes él llamaba "Clavell" y "Clavellina", lo acogieron en su "Kolonia de Plana Bella", en la comarca del Montsiá, donde murió con casi 107 años de edad. Según Jordi Maluquer, Llum solía decir que “Este maniquí ya no me sirve”. Explica Maluquer que cuando iba a hacer la siesta comentaba que iba al “ensayo general” para decir que dejaba su cuerpo tan sólo un breve rato para después volver a la vida física.
Se le enterró como él quería: junto a un ciprés, entre los olivos, con una túnica blanca y sin ataúd, “para que las flores nacieran antes”. Cuatro mujeres lo llevaron sobre una plataforma hasta su tumba, cubierto tan solo por una sábana. El entierro fue por la mañana y durante todo el día no paró de pasar gente para despedirlo. Una suave música de violín ponía fondo a aquella bella imagen. Maluquer explica también que cuando hicieron las gestiones para enterrarlo en la "Kolonia de Plana Bella" de La Galera, en realidad no encontraron ningún impedimento legal. Al abuelo no se le podía "dar de baja" porque, de hecho, nunca se le había "dado de alta", es decir que nunca había constado en el registro civil. De hecho, cuando le pedían un nombre para consignar alguna de las pocas adquisiciones que hizo en su vida, siempre facilitaba el de su compañera Carme.